# Siêu cúp bóng đá Việt Nam 2000
Trận Siêu Cúp bóng đá Quốc gia – Toyota Cup 2000 là trận tranh Siêu cúp bóng đá Việt Nam thứ hai do Liên đoàn bóng đá Việt Nam phối hợp với Báo Tiền Phong đồng tổ chức. Trận đấu diễn ra lúc 16h00 ngày 23 tháng 7 năm 2000 giữa hai đội bóng Sông Lam Nghệ An (nhà vô địch Giải bóng đá vô địch quốc gia 1999-2000) và Cảng Sài Gòn (nhà vô địch Giải bóng đá Cúp Quốc gia 1999-2000 trên Sân Hà Nội thuộc Thủ đô Hà Nội. Kết quả chung cuộc, Sông Lam Nghệ An đánh bại Cảng Sài Gòn với tỷ số 2-0, qua đó lên ngôi vô địch lần đầu tiên trong lịch sử của câu lạc bộ bóng đá này.

## Chi tiết trân đấu
| Sông Lam Nghệ An                   | 2 – 0 | Cảng Sài Gòn |
| ---------------------------------- | ----- | ------------ |
| Ngô Quang Trường 22' · Đức Lam 70' |       |              |

| SÔNG LAM NGHỆ AN: |  |  |  |
| Cầu thủ dự bị:    |  |  |  |
| Cầu thủ dự bị:    |  |  |  |
| Huấn luyện viên:  |  |  |  |
|                   |  |  |  |

| CẢNG SÀI GÒN     |  |  |  |
| Cầu thủ dự bị:   |  |  |  |
| Cầu thủ dự bị:   |  |  |  |
| Huấn luyện viên: |  |  |  |
|                  |  |  |  |

| THÔNG TIN TRẬN ĐẤU ĐIỀU HÀNH TRẬN ĐẤU - Giám sát trận đấu: - Giám sát trọng tài: - Trợ lý trọng tài 1: - Trợ lý trọng tài 2: - Trọng tài thứ tư: | QUY ĐỊNH TRẬN ĐẤU - Thời gian thi đấu 90 Phút (Mỗi hiệp 45 phút, nghĩ giữa hiệp 15 phút). - Đá luân lưu nếu tỷ số hòa. - Mỗi đội được đăng ký 25 cầu thủ, trong đó có 3 cầu thủ ngoại và ra sân cùng lúc tối đa 3. - Tối đa thay người 3 cầu thủ. |

| Siêu cúp bóng đá Việt Nam năm 2000 Nhà vô địch |
| ---------------------------------------------- |
| Sông Lam Nghệ An Vô địch lần đầu tiên          |